# Susan Brown
Susan Brown est une actrice britannique née le 6 mai 1946 à Bristol en Angleterre.

## Filmographie

### Cinéma
- 1987 : Hope and Glory : Mme Evans
- 2002 : A Matter of Taste
- 2008 : Retour à Brideshead : l'infirmière
- 2011 : La Dame de fer : June
- 2012 : Now is Good : Shirley
- 2013 : Belle : Baronne Vernon
- 2024 : Mary de D. J. Caruso : Anne la prophétesse

### Télévision
- 1959 : Private Investigator : Mary (1 épisode)
- 1959 : Ask for King Billy : une fille (1 épisode)
- 1960 : ITV Play of the Week : Theresa (1 épisode)
- 1971 : Public Eye (en) : la fille dans le garage (1 épisode)
- 1972 : Man at the Top : Mme Naughton (1 épisode)
- 1972 : Armchair Theatre : la fille Naafi (1 épisode)
- 1972 : New Scotland Yard : Jean Gorton (1 épisode)
- 1973-1974 : The Kids from 47A : Mlle Hayes (9 épisodes)
- 1974 : Within These Walls : Joan Harrison (1 épisode)
- 1975 : The Hanged Man : Anna Kreidner (1 épisode)
- 1976 : The Duchess of Duke Street : Ivy (2 épisodes)
- 1977 : Rooms : Pat Spooner (3 épisodes)
- 1979 : The Other Side : Joyce (1 épisode)
- 1981 : Fanny by Gaslight : Mme Hopwood
- 1985 : Up the Elephant and Round the Castle : Mme Fowler (1 épisode)
- 1985-2006 : Coronation Street : Maureen Tully et Connie Clayton (3 épisodes)
- 1986 : Kit Curran : Wendy Lowe (1 épisode)
- 1986 : Slinger's Day : Gladys Slinger (1 épisode)
- 1987-1989 : Screenplay : Tracy et Helen (2 épisodes)
- 1988 : Andy Capp : Ruby (6 épisodes)
- 1988 : This Is David Lander : Joan Trescot (1 épisode)
- 1991 : Suspect numéro 1 : Linda (1 épisode)
- 1991 : Performance : Bill (1 épisode)
- 1991 : Screen One : Mme Tribbly (1 épisode)
- 1991 : Making Out : Avril (3 épisodes)
- 1991-1999 : The Bill : Jan Beckett, Janie Pickett, Margaret Randle (4 épisodes)
- 1992 : Inspecteur Wexford : Brenda Harrison (1 épisode)
- 1992-1995 : Casualty : Joan Hawley et Julie (2 épisodes)
- 1993 : The Riff Raff Element : Maggie Belcher
- 1993 : Stay Lucky : Barbara (2 épisodes)
- 1993 : Les Règles de l'art : Mme Dimmock (1 épisode)
- 1993-1995 : September Song : Cilla (10 épisodes)
- 1994 : Ben Elton: The Man from Auntie : Glenda Toughbitch (2 épisodes)
- 1994 : A Pinch of Snuff : Betty Heppelwhite
- 1995 : Inspecteur Frost : Stella Boxley (1 épisode)
- 1997 : Wokenwell : Jacqui Clovis (1 épisode)
- 1998 : Taggart : Jan Dickson (1 épisode)
- 1998 : Anorak of Fire : Mme Gascoigne
- 1999 : Where the Heart Is : June Wrekin (1 épisode)
- 1999 : Dangerfield : Mme Bassett (1 épisode)
- 2000 : Mon ami le fantôme : Deirdre Hope (1 épisode)
- 2000 : Médecins de l'ordinaire : Clare Bain (1 épisode)
- 2001 : The Vice : Brothel Madam (1 épisode)
- 2001 : La Double Vie de Diane Sullivan : Annie Sullivan
- 2001-2010 : Holby City : Rachel Jacoby, Nora Simpson et Avril Welbeck (3 épisodes)
- 2002 : La Fureur dans le sang : Jean Lawson (2 épisodes)
- 2003 : Blue Dove : Sylvie Brennan
- 2003 : The Brides in the Bath : Mme Crossley
- 2004 : Inspecteurs associés : Alex Lawrence (1 épisode)
- 2004 : When Hitler Invaded Britain : Clara Milburn
- 2004 : Rose and Maloney  Wendy Sillery (2 épisodes)
- 2004 : La Femme mousquetaire : Cécile d'Artagnan
- 2006 : Pinochet in Suburbia : l'avocate
- 2009 : Torchwood : Bridget Spears (5 épisodes)
- 2010 : Doctors : Brenda Napier (1 épisode)
- 2011 : Meurtres en sommeil : Sue Myers (2 épisodes)
- 2011 : Le Trône de fer : Septa Mordane (6 épisodes)
- 2011 : Inspecteur Barnaby : Leticia Clifford (1 épisode)
- 2012 : Stella : la magistrate (1 épisode)
- 2012 : Affaires non classées : Juge Royston (1 épisode)
- 2012 : The Secret World : Dame Julia Beatrix Tyburn
- 2013 : Call the Midwife : Mme Peacock (1 épisode)
- 2013 : Broadchurch : Liz Roper (7 épisodes)
- 2014 : Father Brown : Ethel Fernsley (1 épisode)
- 2024 : Mr Bates vs The Post Office (mini-série) : Min Howard